# Ivan Ćurković
Ivan Ćurković, [ǐʋan tɕǔːrkoʋitɕ], en serbe en écriture cyrillique : Иван Ћурковић, né le 15 mars 1944 à Mostar en Yougoslavie (sur le territoire actuel de la Bosnie-Herzégovine), est un footballeur international yougoslave, devenu dirigeant de football. 
Au poste de gardien de but, il connaît une riche carrière au Partizan de Belgrade puis à l'AS Saint-Étienne, de 1972 à 1981. 
Il est président du Partizan de Belgrade, club de football serbe, de 1989 à 2006. Il a également occupé le poste de président du Comité olympique de Serbie, poste qu'il quitte en février 2009.

## Biographie

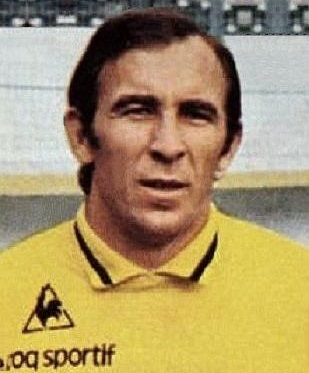
Ivan Curkovic en 1975.

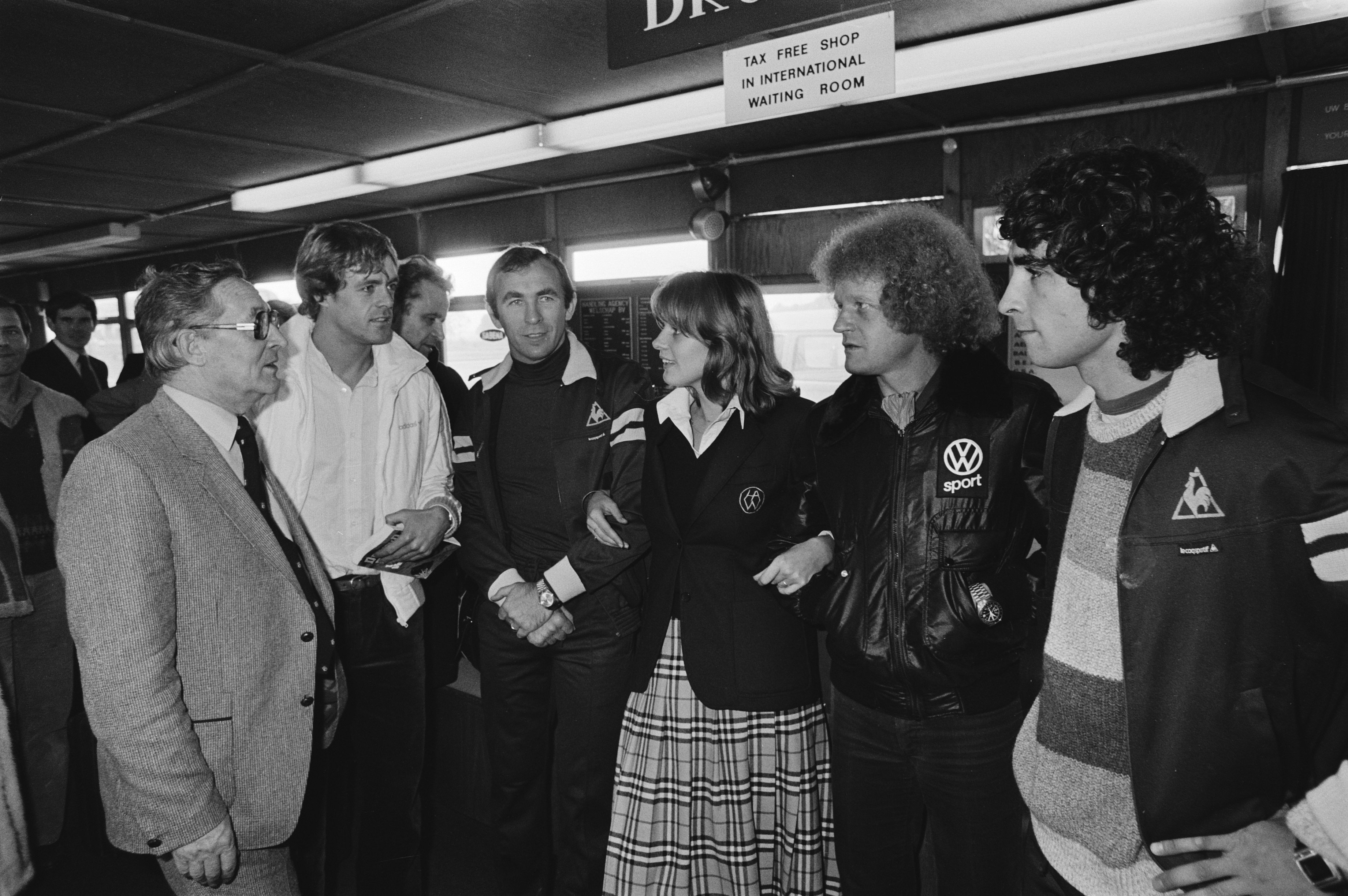
Déplacement de l'AS Saint-Étienne en 1979 (de g. à d. : Johnny Rep, Ivan Ćurković, l'entraîneur Robert Herbin et Dominique Rocheteau).

Après un brillant début de carrière en Yougoslavie qui le voit appelé en sélection nationale, Ćurković rejoint en 1972 l'AS Saint-Étienne, durant la grande époque des Verts, où son nom sera prononcé à la française (cure-covique). Lors de son premier match avec les Verts en amical, il encaisse quatre buts, ce qui provoque la gouaille du président stéphanois Roger Rocher envers le recruteur Pierre Garonnaire, instigateur du transfert : « C'est ça, Ćurković ? ». Mais l'inquiétude ne sera pas longue. Les bonnes performances s'enchaînent et Ćurković devient rapidement le chef de la défense stéphanoise et participera activement aux succès nationaux et européens des Verts dans les années 1970. On peut citer en particulier la demi-finale retour de la Coupe des Champions 1976 face au PSV Eindhoven, où il réalise un de ses matchs les plus aboutis, préservant un 0-0 qui qualifie l'ASSE (vainqueur à l'aller 1-0) pour la finale. Signe de son influence au club, Ćurković fait venir en 1974 à Saint-Étienne comme gardien remplaçant un compatriote, Esad Dugalić, qui restera cinq ans au club mais ne jouera que deux rencontres.
Cependant Ćurković ne connaît pas le même succès en équipe nationale. La Yougoslavie dispose en effet dans les années 1970 d'une bonne génération de gardiens de but, et Ćurković est concurrencé par Ilja Pantelić, Enver Marić, ou encore Ognjen Petrović. Ćurković ne figure d'ailleurs pas dans les listes des 22 joueurs sélectionnés pour les grands tournois (Coupe du monde 1974 et Euro 76) auxquels participe la Yougoslavie durant sa carrière.
À trente-six ans, au début de saison 1980-1981, Ćurković cède sa place lors de la 4e journée après une défaite à Bastia à Jean Castaneda, qu'il a formé. Il met un terme à sa carrière professionnelle à la fin de la saison et quitte le club à la suite d'une rivalité avec Robert Herbin. Le président Rocher voulait pourtant en faire son successeur. En 1982, il s'occupe des gardiens de l'équipe de France lors de la Coupe du monde. En 2022, le magazine So Foot le classe dans le top 1000 des meilleurs joueurs du championnat de France, à la 33e place.
Ćurković réussit par la suite sa reconversion sans pour autant couper les ponts avec le monde du football. En 2001, il assure un bref intérim à la tête de l'équipe nationale de Serbie-Monténégro avant de prendre ses fonctions actuelles au Partizan de Belgrade et au Comité national olympique serbe. Il est également Consul des Seychelles à Belgrade.

## Carrière
- 1960-1964 : Velez Mostar  Yougoslavie
- 1964-1972 : Partizan Belgrade  Yougoslavie
- 1972-1981 : AS Saint-Étienne  France (383 matches[4])

- 1963-1970 :  Yougoslavie (19 sélections)

## Palmarès

### En club
- Champion de Yougoslavie en 1965 avec le Partizan Belgrade
- Champion de France en 1974, 1975, 1976 et 1981 avec l'AS Saint-Étienne
- Vainqueur de la Coupe de France en 1974, 1975 et 1977 avec l'AS Saint-Étienne
- Finaliste de la Coupe d'Europe des Clubs Champions en 1976 avec l'AS Saint-Étienne
- Vice-champion de Yougoslavie en 1968 et 1970 avec le Partizan Belgrade

### En équipe de Yougoslavie
- 19 sélections entre 1963 et 1970
- Participation aux Jeux Olympiques en 1964 (1/4 de finaliste)